# 성격 유형
성격 유형은 심리학에서 다양한 유형의 개인을 심리적으로 분류하는 것을 의미한다. 성격 유형은 때때로 성격 특성과 구별되며, 후자는 행동 경향의 더 작은 그룹을 구현한다. 유형은 때때로 사람들 사이의 질적 차이를 포함한다고 말해지는 반면, 특성은 양적 차이로 해석될 수 있다. 예를 들어, 유형 이론에 따르면 내향적인 사람과 외향적인 사람은 근본적으로 다른 두 가지 범주의 사람들인다. 특성 이론에 따르면 내향성과 외향성은 많은 사람들이 중간에 있는 연속적인 차원의 일부이다. 성격 특성과 달리 성격 유형의 존재 여부는 여전히 논란의 여지가 많다.

## 임상적으로 효과적인 성격 유형
효과적인 성격 유형은 고정관념에서 발생하는 지식과 이해를 감소시키는 것과는 반대로 개인의 지식과 이해를 드러내고 증가시킨다. 효과적인 유형학은 또한 사람들에 대한 임상적으로 관련된 정보를 예측하고 효과적인 치료 전략을 개발하는 능력을 향상시킨다. 다양한 유형의 인간 기질을 분류하는 주제에 관한 광범위한 문헌이 있으며, 성격 특성이나 영역에 관한 광범위한 문헌도 있다. 이러한 분류 시스템은 정상적인 기질과 성격을 설명하고 다양한 기질과 성격 유형의 주요 특징을 강조하려고 시도한다. 그것은 주로 심리학 분야의 영역이다. 반면에 성격 장애는 의학 전문 분야인 정신의학의 업무를 반영하며 질병 지향적이다. 이는 미국 정신의학회의 제품인 진단 및 통계 매뉴얼(DSM)에 분류되어 있다.

## 유형 대 특성
유형이라는 용어는 심리학에서 일관되게 사용되지 않았으며 일부 혼란의 원인이 되었다. 더욱이, 성격 테스트 점수는 일반적으로 별개의 범주가 아닌 종형 곡선에 속하기 때문에 성격 유형 이론은 심리 측정 연구자들 사이에서 상당한 비판을 받아왔다. "유형" 도구(MBTI)를 "특성" 도구(NEO PI)와 직접 비교한 한 연구에서는 특성 측정이 성격 장애를 더 잘 예측하는 것으로 나타났다. 이러한 문제 때문에 성격 유형 이론은 심리학에서 선호되지 않는다. 이제 대부분의 연구자들은 소수의 개별 유형으로 인간 성격의 다양성을 설명하는 것이 불가능하다고 믿는다. 대신 이 연구원들은 5요인 모델과 같은 특성 모델을 권장한다.

## 같이 보기
일반
- 인격
- 성격심리학
- 성격 검사
- 특성이론

현대 이론
- 사회인격학

기타 이론
- 5가지 성격 특성 요소
- DISC 평가
- 에니어그램
- 한스 아이젠크
- 그레첸 루빈
- 사체액설